# Bineta Diop
Bineta Diop (Guéoul, 27 de noviembre de 1947) es una activista en defensa de los derechos de las mujeres de Senegal. Es fundadora y presidenta de la ONG Femmes Africa Solidarité (FAS) y del Centro panafricano sobre el género, la paz y el desarrollo. Desde 2014 es la enviada especial de la Comisión Mujeres, Paz y Seguridad de la Unión africana.

## Biografía
Nacida en Guéoul, al noroeste de Senegal, Bineta Diop es hija de Marèma Lô, vicepresidenta de las mujeres en el seno de la Unión progresista senegalesa, partido fundado en 1958 por Léopold Sédar Senghor. Militante feminista, Lô anima sus cuatro hijas a instruirse. Bineta Diop se casa a los 19 años con un diplomático, se instala en Etiopía donde conoce a los padres fundadores de la Organización de la Unión Africana y posteriormente prosigue estudios comerciales en París.
En 1981, Diop se incorpora a la Comisión internacional de juristas (CIJ), convirtiéndose en la primera africana en formar parte de esta ONG que trabaja en defensa de los derechos humanos. Dejará esta organización para fundar en 1996, en Ginebra la ONG Femmes Africa Solidarité (Mujeres África Solidaridad) (FAS), organización que también preside. Diop contribuye a la aplicación de la resolución 1325 del Consejo de Seguridad de las Naciones Unidas, adoptada en 2000 que aboga por la adopción de la perspectiva de género que incluye las necesidades especiales de las mujeres y las niñas durante la repatriación y reasentamiento, la rehabilitación, la reintegración y la reconstrucción en las situaciones de posconflicto. Participa en la elaboración de la carta africana de Derechos Humanos y de Pueblos y, con juristas africanas, en la elaboración del protocolo de Maputo. Este texto sobre los derechos de las mujeres es adoptado en 2003. Diop ha participado en varios procesos de paz, entre ellos en el proceso de reconciliación en países como Burundi, Liberia y la República democrática de Congo (RDC), en misiones de observación electoral en varios países y en una comisión de encuesta sobre las violencias contra las mujeres en Sudán del Sur. Desde 2014, es enviada especial de la presidenta de la Comisión de la Unión africana para las mujeres, la paz y la seguridad.

## Premios y reconocimientos
En 2011, Bineta Diop figura en el Time 100, la lista de las cien mujeres más influyentes establecida anualmente por la revista estadounidense Time. El año siguiente, recibió el nombramiento de la Legión de Honor  y en 2012 recibe un doctorado honoris causa de la Universidad para la Paz. En 2013, la fundación Chirac le otorgó un premio especial "por su acción en favor de la promoción de las mujeres en la prevención de los conflictos".